# Tompall Glaser
Thomas Paul 'Tompall' Glaser (Spalding, Nebraska; 3 de septiembre de 1933 - 13 de agosto de 2013) fue un artista de música country estadounidense.
Activo en el mundo de la música desde 1950, grabó como solista y con sus hermanos Chuck y Jim en el trío Tompall & the Glaser Brothers. El sencillo en solitario de Tompall Glaser con la más alta recepción, fue "Put Another Log on the Fire" de Shel Silverstein, que alcanzó el puesto N º 21 en la lista de Billboard Hot Country Singles (ahora Hot Country Songs) en 1975 y apareció con Willie Nelson, Waylon Jennings y Jessi Colter en el álbum Wanted! The Outlaws. Los hermanos Glaser también tuvieron cantantes de respaldo como Marty Robbins, en la década de 1950. Glaser murió el 13 de agosto de 2013 en Nashville, Tennessee, después de una larga enfermedad.

## Discografía

### Álbumes
| Año  | Álbum                                            | US Country |
| ---- | ------------------------------------------------ | ---------- |
| 1973 | Charlie                                          | —          |
| 1974 | Take the Singer with the Song                    | —          |
| 1975 | Tompall (Sings the Songs of Shel Silverstein)    | —          |
| 1976 | The Great Tompall and His Outlaw Band            | 13         |
| 1977 | Tompall Glaser & His Outlaw Band                 | 38         |
| 1977 | The Wonder of It All                             | —          |
| 1986 | Nights on the Borderline                         | —          |
| 1992 | The Rogue                                        | —          |
| 1992 | The Outlaw                                       | —          |
| 2001 | The Best of Tompall Glaser & the Glaser Brothers | —          |
| 2006 | My Notorious Youth                               | —          |
| 2007 | Outlaw to the Cross                              | —          |

### Singles
| Año  | Single                                                          | Lista de posiciones | Lista de posiciones | Lista de posiciones | Álbum                                         |
| Año  | Single                                                          | US Country          | US Bubbling         | CAN Country         | Álbum                                         |
| ---- | --------------------------------------------------------------- | ------------------- | ------------------- | ------------------- | --------------------------------------------- |
| 1973 | "Bad, Bad, Bad Cowboy"                                          | 77                  | —                   | —                   | Charlie                                       |
| 1974 | "Texas Law Sez"                                                 | 96                  | —                   | —                   | Take the Singer with the Song                 |
| 1974 | "Musical Chairs"                                                | 63                  | —                   | —                   | Tompall (Sings the Songs of Shel Silverstein) |
| 1975 | "Put Another Log on the Fire (Male Chauvinist National Anthem)" | 21                  | 3                   | 34                  | Tompall (Sings the Songs of Shel Silverstein) |
| 1976 | "T for Texas"                                                   | 36                  | —                   | —                   | Wanted! The Outlaws                           |
| 1977 | "It'll Be Her"                                                  | 45                  | —                   | —                   | Tompall Glaser & and His Outlaw Band          |
| 1977 | "It Never Crossed My Mind"                                      | 91                  | —                   | —                   | The Wonder of It All                          |
| 1978 | "Drinking Them Beers"                                           | 79                  | —                   | —                   | The Wonder of It All                          |